# Charlie Lake (Colúmbia Britânica)
Charlie Lake é uma pequena localidade na província canadense de Colúmbia Britânica. Está estabelecida na margem sul do lago Charlie, ao noroeste da cidade de Fort St. John, ao longo da estrada Alaska Highway.